# اريك ديكرسون
اريك ديكرسون (بالإنجليزية: Eric Dickerson) هو لاعب كرة قدم أمريكية أمريكي، ولد في 2 سبتمبر 1960 في سيلي في الولايات المتحدة.

## وصلات خارجية
- الموقع الرسمي
- اريك ديكرسون على موقع إي إس بي إن.كوم (أن.أف.أل)3
- اريك ديكرسون على موقع مرجع كرة القدم المحترفة.كوم (الإنجليزية)
- اريك ديكرسون على موقع قاعة كاليفورنيا للمشاهير الرياضية (الإنجليزية)
- اريك ديكرسون على موقع IMDb (الإنجليزية)
- اريك ديكرسون على موقع الموسوعة البريطانية (الإنجليزية)
- اريك ديكرسون على موقع إن إن دي بي (الإنجليزية)
- اريك ديكرسون على موقع قاعدة بيانات الفيلم (الإنجليزية)